# Invasion mongole de la dynastie Jin
Invasion mongole en Chine
Batailles
Bataille de Yehuling - Bataille de Zhongdu - Siège de Kaifeng - Siège de Caizhou
L'invasion mongole de la dynastie Jin (chinois simplifié : 蒙金战争 ; chinois traditionnel : 蒙金戰爭 ; pinyin : Méng Jīn Zhànzhēng), ou guerre Mongol-Jin, est une guerre qui oppose la jeune armée de Gengis Khan à la dynastie Jin des Jürchen régnant sur la Mandchourie et le nord de la Chine. 
Cette guerre marque le début des conquêtes mongoles. Elle débute en 1211, voit le siège puis la chute de Pékin en 1215, et s'achève en 1234 avec la conquête par les Mongols de l'intégralité des territoires des Jin, victoire qui pose les bases de l'Empire mongol.

## Situation avant l'invasion

Carte de la Chine avant le début des invasions mongoles. Les territoires des Jins sont en jaune, ceux des Xia Occidentaux en marron et ceux de la dynastie Song en rose

Les dirigeants Jurchen de la dynastie Jin perçoivent un tribut prélevé sur certaines tribus nomades vivant dans les steppes mongoles et encouragent les rivalités entre lesdites tribus. Au XIIe siècle, lorsque Khaboul Khan réussit à unifier les Mongols, les Jurchens encouragent les Tatars à entrer en guerre contre eux pour les détruire. Finalement, Khaboul réussit à vaincre les troupes des Jin et à les expulser hors de son territoire en 1139, avant de conclure un traité de paix avec eux en 1147. Par la suite, les Tatars réussissent à capturer Ambagai khan, le successeur de Kaboul et à le remettre à la Cour impériale des Jin. Jin Xizong, qui est alors l'empereur des Jin, fait exécuter Ambaghai en le "crucifiant", c'est-à-dire en le clouant sur un cadre en bois. Après cette victoire, la dynastie Jin mène également des expéditions punitives de manière régulière contre les nomades Mongols, pour les asservir ou les tuer.

En 1210, une délégation Jin arrive à la Cour de Gengis Khan (r. 1206-27), le petit-fils de Khaboul, pour annoncer l'accession au trône de Jin Weishaowang et exiger des Mongols qu'ils se soumettent et deviennent un État vassal de la dynastie Jin. Comme les Jurchens ont vaincu les puissants nomades des steppes et se sont alliés avec les Keraïtes et les Tatars, ils revendiquent la souveraineté sur toutes les tribus de la steppe. Avant cette visite, certains des hauts fonctionnaires du gouvernement des Jin avaient fait défection au profit des Mongols et exhorté Gengis Khan à attaquer les Jin, mais craignant un piège ou quelque autre complot, Genghis Khan avait refusé. Mais, après avoir reçu l’ordre de faire sa soumission, Gengis Khan se serait tourné vers le sud et aurait craché au sol avant de monter à cheval et partir vers le Nord, laissant les envoyés des Jin, stupéfaits, suffoquer dans un nuage de poussière. Son mépris des envoyés Jin équivaut à une déclaration de guerre entre les Mongols et les Jurchens.

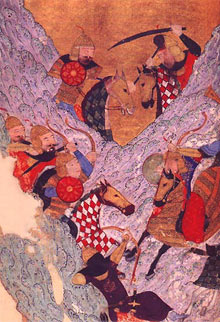
Combat entre cavaliers mongols et guerriers Jurchen

Après son retour sur les rives de la rivière Kherlen au printemps 1211, Gengis Khan convoque un qurultay. En organisant une longue discussion, il inclut tous les membres de la Communauté dans le processus menant à une décision. Après avoir écouté tout le monde, le Khan se retire pour prier en privé sur une montagne voisine. Là, il enlève son chapeau et sa ceinture, s’incline devant le Ciel éternel, raconte les générations de griefs de son peuple contre les Jurchens et détaille la torture et le meurtre de ses ancêtres, tout en expliquant au Ciel qu’il n’a pas cherché cette guerre contre les Jurchens. À l’aube du quatrième jour, Genghis Khan revient vers les siens avec ce verdict : "Le Ciel Bleu Éternel nous a promis victoire et vengeance."
Lorsqu'il apprend la manière dont Gengis Khan s'est comporté, Jin Weishaowang se met en colère et envoie le message suivant au Khan : "Notre empire est comme la mer; le vôtre n’est qu’une poignée de sable... Qu'avons-nous à craindre de vous?"

## Les conquêtes mongoles sous le règne de Gengis Khan
Tout commence par plusieurs raids lancés entre 1207 et 1209, qui sont le prélude à la soumission de l’empire tangoute des Xia occidentaux, en 1210. Cette soumission donne aux Mongols une base arrière, une source de revenus supplémentaires et un "réservoir" de recrues, qui seront autant d'atouts contre les Jin. Quand les Mongols envahissent le territoire des Jin en 1211, Ala ' Quch, le chef des Öngüt, indique à son allié Gengis Khan une route sûre menant au cœur des territoires de la dynastie Jin. La première bataille importante entre l’Empire Mongol et la dynastie Jin est la bataille de Yehuling, qui a lieu en 1211, à un col de montagne situé à Zhangjiakou. Là, Wanyan Jiujin, le commandant de l'armée Jin, commet une erreur tactique en n’attaquant pas les Mongols à la première occasion. Au lieu de cela, il envoie un messager aux Mongols, nommé Shimo Ming'an. Ce dernier fait rapidement défection et donne aux hommes du Khan la position exacte de l’armée Jin, de l’autre côté du col. Les Mongols ont appris très tôt à se battre tout en restant toujours en mouvement. Ainsi ils passent à côté des villes pour couper leur adversaire de leurs approvisionnements, puis, une fois que ces derniers sont tombés dans le piège de l’armée mongole, les Mongols les tuent avant de prendre leurs provisions et leurs animaux. Cette tactique, couplée à l'effet de surprise, permet aux Mongols de massacrer des milliers de soldats Jin lors des combats à Yehuling. Tandis que Gengis Khan se dirige vers le sud après sa victoire, Jebe, un de ses généraux, va encore plus loin et se rend en Mandchourie, où il s'empare de la ville de Mukden. Cependant, Gengis Khan est obligé de se replier en 1212, après avoir été blessé au genou par une flèche, alors que les Mongols revenaient de leur hivernage dans la zone frontalière située entre les prairies et le désert de Gobi. Malgré cela, le chef Khitan Liu-ke fait allégeance à Genghis la même année et libère la Mandchourie de l'emprise des Jin.
L'année suivante, en 1213, les Mongols repartent au combat et massacrent les armées ennemies, laissant derrière eux les corps de centaines de milliers de soldats Jin. Ils passent par les cols de Juyong et Zijing en novembre 1213, puis, jusqu'au printemps 1214, ils pillent toutes les plaines de Chine du Nord. En 1214, Genghis Khan assiège Zhongdu, la capitale des Jin qui est aussi l'actuelle ville de Pékin. Li Ying, Li Xiong et quelques autres généraux des Jin rassemblent une milice de plus de 10 000 hommes qui inflige plusieurs défaites aux Mongols. Malgré cela, le siège se poursuit et se durcit, ne laissant aucun espoir aux assiégés. Le général Hushahu décide d'agir et assassine l’empereur Jin Weishaowang, avant de faire monter Wanyan Xun, le neveu du défunt, sur le trône. Le nouvel empereur, qui prend le nom de Jin Xuanzong, finit par accepter temporairement que les Jin deviennent un État tributaire de l’Empire Mongol, en donnant pour épouse une princesse Jurchen à Gengis Khan. Mais lorsque les Mongols se retirent en 1214, croyant que la guerre s'achevait avec cet hommage des Jurchens, Li Ying décide de leur tendre une embuscade sur la route avec une troupe forte de plusieurs dizaines de milliers de soldats. Lorsqu'il est mis au courant de ce plan, l'empereur Jin Xuanzong craint d’offenser les Mongols à nouveau et donne l'ordre à Li Ying de revenir à la capitale. Après cela, l'empereur et le général Zhuhu Gaoqi décident de transférer la capitale plus au sud, à Kaifeng, malgré les objections de nombreux courtisans dont Li Ying. Pour les Mongols, ce déménagement est un véritable casus belli, auquel ils répondent en lançant une nouvelle offensive en 1215.
Après le déplacement de la capitale à Kaifeng, l'empereur laisse son chancelier Wanyan Chenghui et le général Moran Jinzhong à Zhongdu pour garder la ville. Mais une des armées des Jin fait défection au profit des Mongols et attaque l'ancienne capitale par le Sud, en prenant le contrôle du pont de Lugou. Mis au courant de la situation, Gengis Khan envoie ses troupes attaquer à nouveau Zhongdu. Cette armée mongole est dirigée par les généraux Shimo Ming'an, Yelü Ahai et Yelü Tuhua, des Khitans ayant rejoint l'armée du Khan. Très vite, Pucha Qijin, le commandant en second de Moran Jinzhong, se rend aux Mongols avec toutes ses troupes, ce qui met Zhongdu dans une situation critique. L'empereur des Jin réagit en envoyant des renforts vers le Nord : le général Yongxi, menant les troupes de Zhending et Zhongshan, dont les effectifs ne sont pas connus, et le général Wugulun Qingshou qui commande 18 000 gardes impériaux, 11 000 fantassins et cavaliers de la route du Sud-Ouest et 10 000 soldats de la Province du Hebei. Li Ying est chargé d'assurer et protéger le ravitaillement des deux armées. Malgré ces renforts, Zhongdu tombe aux mains des Mongols le 31 mai 1215. Après leur victoire, les troupes du Khan éradiquent systématiquement toute résistance dans les provinces de Shanxi, Hebei et Shandong, entre 1217 et 1223. Heureusement pour les Jurchens, Gengis Khan tourne son attention vers d'autres champs de bataille, en Asie centrale et en Perse.
En 1217, Zhuhu Gaoqi, un des ministres de Jin Xuanzong, prend le contrôle de la Cour impériale. Il suggère à l'empereur d'attaquer la dynastie chinoise des Song pour compenser les pertes subies face aux Mongols en annexant leurs territoires. Xuanzong l'écoute et pour la première fois en près de 30 ans, les Jin repartent en guerre contre leurs voisins du sud. Cette guerre dure jusqu’en 1224 et est un échec total pour la dynastie Jin. En 1224, l'empereur Jin Aizong monte sur le trône et fait la paix avec les Chinois. Il déclare que la dynastie Jin n’envahira jamais plus les terres de la dynastie Song, mais il est déjà trop tard, le mal est fait. En effet, les forces des Jin ont été divisées entre le nord et le sud à un moment critique de la guerre avec les Mongols, alors que ces derniers ont déjà annexé Zhongdu, ainsi que les provinces de Hebei et du Shandong. Alors que la Province du Shanxi est attaquée, de nombreux mercenaires Khitan désertent des armées Jurchen et rejoignent les Mongols, accentuant encore plus l'affaiblissement des Jürchens; car dans leurs guerres contre les Mongols, les Jin dépendent largement de leurs vassaux ou alliés comme les Ouïghours, les Tangoutes et les Khitans pour leur fournir la cavalerie dont ils ont besoin.

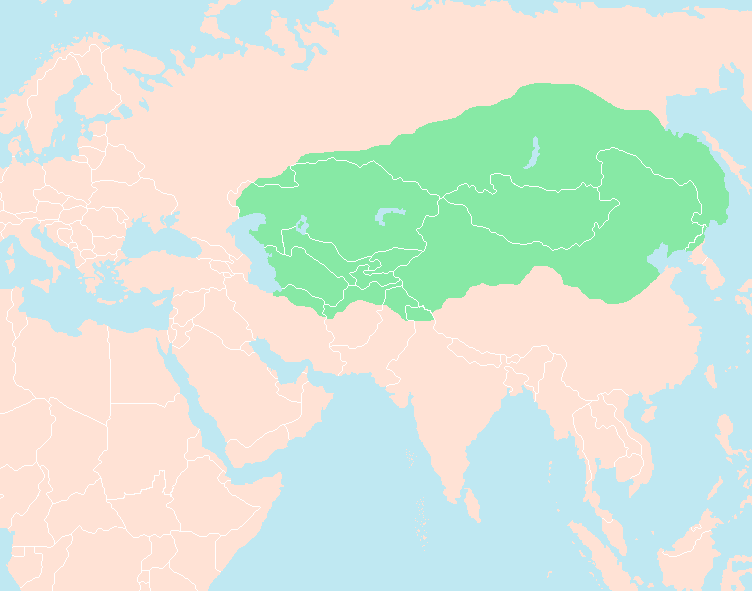
L'empire Mongol en 1227, à la mort de Genghis Khan

### La campagne de Muqali
En 1223, le général Mongol Muqali pénètre dans la province de Shaanxi et attaque Chang'an, pendant que Genghis Khan envahit l'empire Khorezmien. Mais la ville de Chang'an est protégée par une garnison forte de 200 000 soldats, dirigée par Wanyan Heda. Cet ennemi est trop puissant pour Muqali, qui part assiéger le Xian de Feng avec 100 000 soldats. Le siège dure des mois, durant lesquels les Mongols sont harcelés par des milices locales, alors que les renforts des Jin sont en route. Finalement, Muqali meurt de maladie et les Mongols se replient. C'est durant ce siège que les soldats des Xia occidentaux qui se battaient aux côtés des Mongols renoncent et rentrent chez eux, provoquant la colère de Genghis Khan.

### Déserteurs chinois
De nombreux Chinois, ou "Han", et Khitans font défection au profit des Mongols pour lutter contre la dynastie Jin. Deux chefs chinois, Shi Tianze et Liu Heima (劉黑馬), ainsi que le chef Kitan Xiao Zhala (蕭札剌) font défection et commandent trois tumens de l’armée mongole, soit l'équivalent de trois divisions. Liu Heima et Shi Tianze servent également Ögedei Khan, le successeur de Gengis Khan. Et ce sont Liu Heima et Shi Tianxiang, un autre déserteur, qui dirigent l’armée mongole qui part en guerre contre les Xia occidentaux après la mort de Muqali. Au sein de l'armée mongole, il y a quatre tumens "Han" et trois tumens Khitan, chacun étant composé de 10 000 soldats. Les tumens Khitan sont commandés par les généraux Shimo Beidi'er (石抹孛迭兒), Tabuyir (塔不已兒) et Xiao Zhongxi (蕭重喜) qui est le fils de Xiao Zhala. Les tumens "Han" sont eux sous les ordres de Zhang Rou (張柔), Yan Shi (嚴實), Shi Tianze et Liu Heima. Tous ses généraux sont au service des Mongols pendant le règne d'Ögedei Khan,,,. Les soldats ne sont pas les seuls à faire défection, des fonctionnaires civils en font autant. Ainsi, Shi Tianze, Zhang Rou et Yan Shi, entre autres, font défection au profit des Mongols après avoir servi la dynastie Jin. Au service de leurs nouveaux maitres, ces hommes aident à construire la structure de l’administration du nouvel État Mongol.

## Les conquêtes mongoles sous le règne d'Ögedei Khan
Lorsque Ögedei Khan succède à son père, il repousse les offres de paix des Jin. Lorsque la réponse du nouveau Khan arrive à Kaifeng, les officiers des Jin assassinent les envoyés mongols porteurs du message. Le khan envoie le commandant Doqolqu sur place pour tenter une attaque frontale sur le col de Tong, mais il est battu par le général Wanyan Heda et les Mongols se retirent en 1230. En 1231, ils attaquent de nouveau et réussissent à prendre Fengxiang. Lorsque la nouvelle arrive à Chang'an, la garnison panique et abandonne la ville pour s'enfuir vers le Henan avec toute la population de la ville. Un mois plus tard, les Mongols décident de lancer une triple attaque convergeant vers Kaifeng depuis le nord, l'est et l'ouest. L’armée de l’Ouest, qui est commandée par Tolui, part de Fengxiang, traverse le col de Tong et passe par les territoires des Song au niveau de la rivière Han, près de Xiangyang, pour revenir par le sud de Kaifeng et attaquer les Jurchens par surprise.
Lorsque Wanyan Heda découvre ce plan, il prend le commandement d'une armée de 200 000 hommes pour intercepter Tolui. À Dengzhou, il lui tend une embuscade dans une vallée, avec plusieurs dizaines de milliers de cavaliers cachés derrière la crête d’une montagne, mais les espions de Tolui découvrent l'embuscade et alertent leur maître. Il réagit en gardant le gros de ses troupes avec lui pour protéger son ravitaillement et en envoyant seulement une force réduite de cavalerie légère pour contourner la vallée et attaquer les troupes Jin par derrière. Wanyan Heda comprend que son plan a été déjoué et prépare ses troupes pour un assaut mongol. Les deux armées se retrouvent face à face au mont Yu, au sud-ouest de Dengzhou. L’armée de Jin bénéficie de l'avantage du nombre et se bat avec acharnement. Les Mongols finissent par se retirer à 30 li du mont Yu, ce qui oblige Tolui à changer sa stratégie. Laissant une partie de ses troupes sur place pour occuper Wanyan Heda, il envoie le gros de ses troupes vers le nord pour attaquer Kaifeng, en les répartissant entre plusieurs contingents dispersés, afin de ne pas alerter Heda.
Sur le chemin de Dengzhou à Kaifeng, les Mongols capturent facilement les Xian, les uns après les autres et brûlent tous les approvisionnements dont ils s'emparent, afin d'en priver les troupes de Wanyan Heda. À court de vivres, Wanyan Heda est contraint de se retirer et tombe sur les Mongols à la colline des trois Pics, à Junzhou. À ce stade des opérations, les troupes Jin stationnées sur les rives du fleuve Jaune sont elles aussi parties vers le sud pour répondre aux attaques de Tolui. L'armée mongole du nord, dirigée par Ögodei Khan en personne, saisit cette occasion pour traverser la rivière gelée et rejoindre Tolui. Mais même après la réunion des deux armées, les troupes mongoles ne dépassent pas les 50 000 hommes.

### Chute de la dynastie Jin
Après la bataille du mont Yu, l'armée de Wanyan Heda est toujours forte de plus de 100 000 hommes. Comme indiqué précédemment, les Mongols ont adopté une stratégie visant à épuiser l’ennemi pour compenser leur infériorité numérique. Les troupes de Heda ont eu peu de repos depuis leur départ de Dengzhou et n’ont pas mangé depuis trois jours en raison de la rupture de leurs lignes d’approvisionnement. Leur moral est en chute libre et leurs commandants ont perdu confiance. Quand les Jin arrivent à la colline des trois Pics, une tempête de neige éclate brusquement. Le froid est tel que les soldats sont aussi livides que des cadavres et qu'ils peuvent difficilement marcher. Plutôt que d'attaquer dans une situation où leurs ennemis sont désespérés et dos au mur, les Mongols leur laissent une échappatoire pour ensuite leur tendre une embuscade, alors qu'ils relâchent leur garde pendant leur retraite. Cette tactique est payante, car l’armée des Jin s’effondre sans combattre et les Mongols poursuivent les fuyards sans relâche. Wanyan Heda est tué dans la débandade, ainsi que la plupart de ses commandants. Après cette bataille, Kaifeng est virtuellement perdue, même si des milliers de personnes offrent une résistance acharnée aux Mongols, qui ont confié la conduite de l’attaque à Subötaï, le plus audacieux de tous leurs commandants. Pendant le siège, les Jurchen utilisent des "flèches de feu" contre les Mongols pour repousser les attaques de ces derniers. Même si cela ne change rien au sort de la ville, les Mongols adoptent cette arme pour l'utiliser lors de leurs campagnes ultérieures. Après la chute de la ville, Subötaï souhaite massacrer l’ensemble de la population de Kaifeng, mais heureusement Yelü Chucai, qui était au service de Gengis Khan avant d'être à celui d'Ögodei Khan, réussit à convaincre son Khan de rejeter cette proposition cruelle. De son côté, l'empereur Jin Aizong abandonne la ville avant l'arrivée des Mongols pour se réfugier dans la Province du Hebei dans une vaine tentative pour rétablir son pouvoir. Alors que Kaifeng est prise par les Mongols, il établit sa nouvelle capitale à Caizhou, ce qui correspond actuellement au Xian de Runan, dans la province du Henan.
En 1233, après avoir échoué à lever une nouvelle armée dans le Hebei, l'empereur Aizong retourne au Henan et établit sa base dans la ville de Guide, ce qui correspond à l'actuelle ville d'Anyang. Les dernières troupes éparses des Jin commencent à se rassembler autour de la ville et dans la région environnante, mais les vivres et les fournitures disponibles dans la ville sont insuffisants pour nourrir tous ces soldats. Ainsi l'empereur Aizong se retrouve avec seulement 450 soldats chinois sous le commandement de Pucha Guannu et 280 hommes sous les ordres de Ma Yong pour garder la ville et doit disperser le reste des troupes pour qu'ils aillent chercher de la nourriture à Su, dans la Province d’Anhui, Xu et Chen.
La situation se complique encore quand Pucha Guannu organise un coup d'État avec ses troupes, tuant Ma Yong et plus de 300 autres courtisans, ainsi qu’environ 3 000 officiers, gardes du palais et civils qui ont refusé de coopérer avec lui. Il fait de l'empereur Aizong un dirigeant fantoche et devient le véritable maître de ce qu'il reste de la Cour impériale des Jin. À ce stade les Mongols sont arrivés devant les murs de Guide et se préparent à assiéger la ville. Le général mongol Sajisibuhua met en place un camp au nord de la ville, sur la rive d’une rivière. Guannu prend alors la tête de ses 450 soldats et passe par la porte sud de la ville sur des bateaux, pendant la nuit, armés de "lances-feu". Ils rament le long de la rivière du côté est de la ville, pour atteindre le camp Mongol tôt dans la matinée. L'empereur Aizong regarde la bataille depuis la porte nord de la ville, avec son bateau impérial prêt pour s’enfuir à Xuzhou si les troupes de Guannu sont vaincues.
Guannu attaque le camp mongol depuis deux directions et provoque la panique chez les Mongols à l'aide de leurs "lance-feu". Plus de 3 500 Mongols finissent noyés dans la rivière alors qu’il tentaient de s’enfuir, et les murs du camp mongol sont tous la proie des flammes. Sajisibuhua est également tué dans la bataille. Pucha Guannu a obtenu une victoire remarquable et est promu par l’empereur Aizong, mais la ville de Guide n’est pas défendable à long terme et les autres courtisans exhortent l’empereur Aizong de partir vers Caizhou, qui a des murs plus solides et plus de troupes à disposition. Pucha Guannu s'oppose à ce déménagement, de peur que le pouvoir qu'il détient sur la Cour soit affaibli et argumente auprès de l'empereur, en l'assurant que les avantages de Caizhou sont surestimés.
Trois mois plus tard, l'empereur Aizong réussit à faire assassiner Guannu et entame rapidement les préparatifs pour partir à Caizhou. Au moment où de nouveaux rapports arrivent pour lui indiquer que les défenses, les troupes et les approvisionnements de Caizhou sont encore insuffisants, il est déjà en route, scellant ainsi définitivement le sort de la dynastie Jin.
En effet, c'est à ce moment que la dynastie Song, souhaitant donner le coup de grâce à la dynastie Jin, déclare la guerre aux Jurchens et déploie une grande armée. Ce qu'il reste de l’armée des Jin se réfugie à Caizhou, où ils sont totalement assiégés par les Mongols d'un côté et l’armée Song de l’autre. Au pied du mur, les Jurchens combattent avec le courage du désespoir et résistent longtemps aux efforts combinés de leurs ennemis. Enfin, l’empereur Aizong voyant que la lutte ne peut plus continuer, se prépare à mourir. Lorsque l’ennemi ouvre une brèche dans les murs de la ville, Aizong se suicide après avoir laissé le trône à son général Wanyan Chenglin, qui devient l'empereur Jin Modi. Ce dernier règne pendant moins d’une journée avant d'être finalement tué dans la bataille. C'est ainsi que la dynastie Jin s'achève en l'an 1234.

## Dans la culture
Le jeu vidéo Age of Empires IV revient sur ce conflit dans sa campagne.